# 蘇夫雷塔峰
46°30′53″N 9°45′31″E / 46.51472°N 9.75861°E

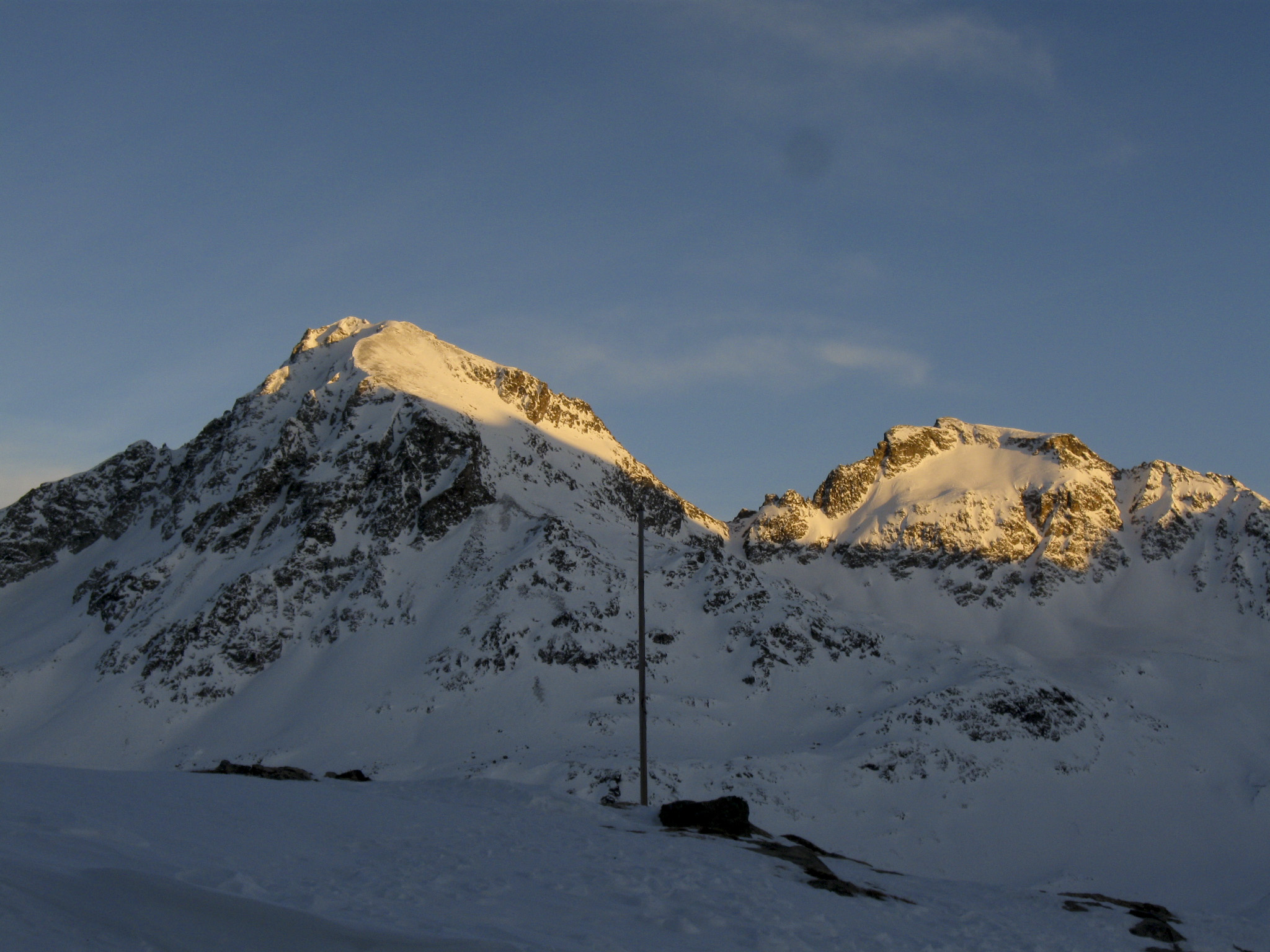

蘇夫雷塔峰（Piz Suvretta），是瑞士的山峰，位於該國東南部，由格勞賓登州負責管轄，屬於阿爾布拉山脈的一部分，海拔高度3,144米，每年平均降雨量1,693毫米。